# Petreștii de Mijloc
Petreștii de Mijloc – wieś w Rumunii, w okręgu Kluż, w gminie Petreștii de Jos. W 2011 roku liczyła 116 mieszkańców.